# Aralia laevis
Aralia laevis är en araliaväxtart som beskrevs av Jun Wen. Aralia laevis ingår i släktet Aralia och familjen Araliaceae. Inga underarter finns listade.